# Marijan Jakšeković
Marijan Jakšeković je bio hrvatski rukometaš. 
S reprezentacijom Jugoslavije je osvojio brončanu medalju na Svjetskom prvenstvu 1970.
S rukometnim klubom Bjelovar je 1972. godine osvojio Kup europskih prvaka.